# Jacek Piechota
Jacek Jan Piechota (ur. 28 kwietnia 1959 w Szczecinie) – polski polityk, w latach 1985–2007 poseł na Sejm PRL i RP IX, X, I, II, III, IV i V kadencji, minister gospodarki w rządzie Leszka Millera w latach 2001–2003, minister gospodarki i pracy w drugim rządzie Marka Belki w 2005. Prezes Polsko-Ukraińskiej Izby Gospodarczej.

## Życiorys
W 1983 ukończył studia magisterskie na Wydziale Technologii i Inżynierii Chemicznej Politechniki Szczecińskiej, uzyskując tytuł zawodowy inżyniera chemika. Podczas studiów był członkiem prezydium rady uczelnianej Socjalistycznego Związku Studentów Polskich. W latach 1984–1985 pracował jako nauczyciel chemii w VI Liceum Ogólnokształcącym w Szczecinie. W 1978 wstąpił do Polskiej Zjednoczonej Partii Robotniczej, był komendantem Nadodrzańskiego Hufca Związku Harcerstwa Polskiego i I sekretarzem podstawowej organizacji partyjnej PZPR przy komendzie chorągwi ZHP. Działał w Stowarzyszeniu „Ordynacka”.
Z ramienia PZPR zasiadał w Miejskiej Radzie Narodowej Szczecina. Z ramienia PZPR i później SLD sprawował mandat posła na Sejm PRL i RP IX, X, I, II, III i IV i V kadencji z okręgów Szczecin i szczecińskich (nr 91, nr 20, nr 44 i nr 41). Po rozwiązaniu PZPR do 1999 należał do Socjaldemokracji Rzeczypospolitej Polskiej. Figurował na liście Macierewicza z 1992 jako TW „Robert”, zarejestrowany 3 maja 1984 przez szczecińską Służbę Bezpieczeństwa. Jacek Piechota złożył oświadczenie lustracyjne, w którym zaprzeczył współpracy z organami bezpieczeństwa PRL. Oświadczenie zakwestionował prokurator Instytutu Pamięci Narodowej; Sąd Okręgowy w Szczecinie trzykrotnie orzekał, że było ono zgodne z prawdą, ale Sąd Apelacyjny w Szczecinie za każdym razem orzeczenie to uchylał do ponownego rozpoznania (po raz trzeci w 2018).
Od 19 października 2001 do 7 stycznia 2003 pełnił funkcję ministra gospodarki w rządzie Leszka Millera. Zajmował stanowisko wiceministra gospodarki i pracy w rządzie Marka Belki, a po dymisji Jerzego Hausnera 31 marca 2005 zajął jego miejsce, zostając ministrem gospodarki i pracy.
Był członkiem komitetu wyborczego Włodzimierza Cimoszewicza w wyborach prezydenckich w 2005. W 2006 jako kandydat z poparciem komitetu wyborczego Lewicy i Demokratów w wyborach samorządowych ubiegał się o urząd prezydenta Szczecina. W I turze zajął 2. miejsce (27,91% poparcia i 38 059 głosów), w II turze przegrał z popieranym przez Platformę Obywatelską Piotrem Krzystkiem, zdobywając 35,17% poparcia (40 394 głosy).
W przedterminowych wyborach parlamentarnych w 2007 nie ubiegał się o reelekcję, po czym zrezygnował z działalności politycznej. Zajął się pracą w sektorze prywatnym. Objął funkcję prezesa Polsko-Ukraińskiej Izby Gospodarczej. Jest również inicjatorem i współzałożycielem Stowarzyszenia Baltic Business Forum, które organizuje co roku od 2009 w Świnoujściu i po stronie niemieckiej w Heringsdorfie konferencję gospodarczą dla biznesu i instytucji państwowych z krajów basenu Morza Bałtyckiego i Europy Wschodniej. Został wiceprezesem tej organizacji. W 2011 startował w wyborach do Senatu w okręgu nr 98; zajął 2. miejsce, uzyskując 44 957 głosów (24,4%). W 2015 powołany na wiceprezesa Związku Polskich Parlamentarzystów.

## Odznaczenia
- Brązowy Krzyż Zasługi (1988)
- Medal Komisji Edukacji Narodowej (1989)[9]
- Order Gwiazdy Białej I klasy (Estonia, 2002)[10]
- Order „Za zasługi” III klasy (Ukraina, 2013)[11]
- Xirka Ġieħ ir-Repubblika (Malta, 2002)[12]